# Postosuchus
Postosuchus va ser un arcosaure basal que va viure en el que avui és Nord-amèrica cap al final del període Triàsic (fa 220 milions d'anys fins fa 205 milions d'anys). Era un carnívor corredor que caçava cinodonts i altres preses més petites que ell mateix. El seu nom significa ‘cocodril de Post’ i ve de la pedrera de Post a Texas, on se n'han trobat molts fòssils.
Era un reptil quadrúpede amb un crani ample i una llarga cua. Feia uns sis metres de llargada, dos metres d'alçada i s'aguantava per mitjà de potes columnars (un tret força estrany en els rèptils). Feia servir el seu morro semblant al d'un cocodril, ple de grans dents amb forma de punyal, per matar les seves preses. També tenia trets defensius en forma de fileres de plaques protectores que cobrien la seva esquena.

## En documentals
Postosuchus apareix al primer programa de la sèrie de la BBC Caminant entre Dinosaures (Walking with Dinosaurs), on es va emprar animació per ordinador per recrear bèsties extintes del Mesozoic. En aquest episodi, apareix com el més gran predador, caçant Placerias, una espècie de grans dicynodonts. Un Postosuchus femella que apareix a la sèrie rep una ferida mortal mentre caça, perd el seu territori davant un altre Postosuchus i finalment és morta pels Coelophysis, massa dèbil per defensar-se.